# مارك أيزنبرك
مَارِك أَيْزَنْبَرْك رجلُ أعمال من يهود فرنسا وابنُ الحَبْرِ يوسي أيزنبرك. أَسّس وتولّى مجموعةَ أَلْمَا الاستشاريةَ الخبيرةَ بتخفيف النفقات. ولم يزل منذ شبابه مشتغلًا في مؤسسات يهودية فرنسية وعالمية، فكان يرأس حركات شبابية يهودية، ثم عمِل في مُفَوَّضِيَّةٍ تسعى إلى استرداد الأملاك اليهودية في مدينة باريس، وهو اليوم رئيس حلف اليهود العالميِّ.